# Подземная навигация
Проблема определения местоположения под землёй появилась практически одновременно с идеей освоения подземного пространства.
В настоящее время при строительстве тоннелей различного назначения широкое распространение получили автоматические навигационные системы. Они позволяют определять пространственное положение тоннелепроходческого комплекса в реальном времени, что значительно увеличивает скорость, точность и качество возводимого сооружения.
Выделяют следующие способы подземного позиционирования:
- спутниковые навигационные системы позиционирования;
- лазерные и оптические системы позиционирования;
- тахеометрические навигационные системы позиционирования (наибольшее распространение получили три системы: SN-PAi, SLS и ACS-II);
- инерциальные навигационные системы позиционирования.